# Hardwar

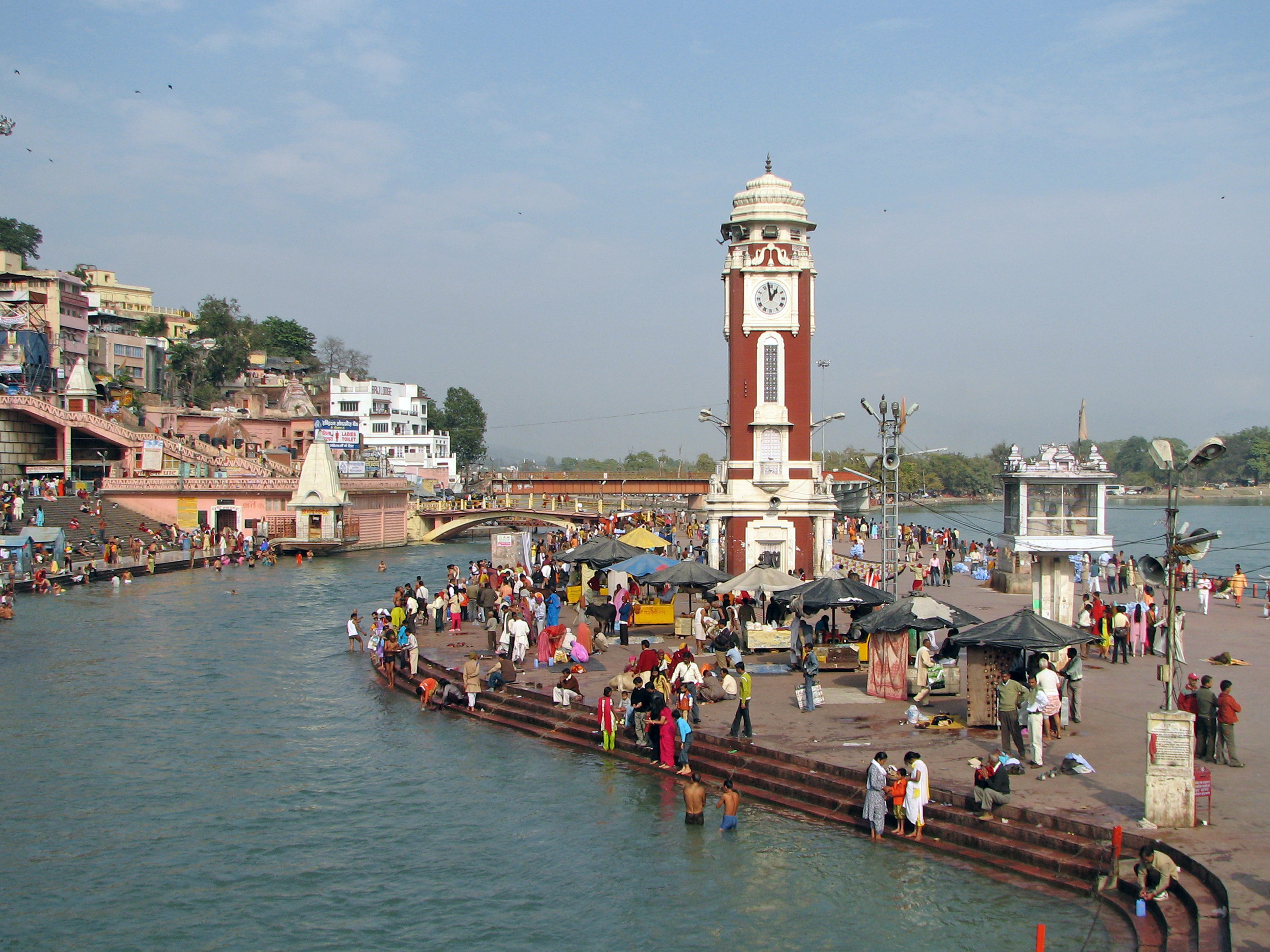
Klocktorn i Hardwar, vid Ganges.

Hardwar (eller Haridwar, hindi हरिद्वार, sanskrit Hari-dvara, "Vishnus port", äldre namn Gangadvara) är en stad vid högra stranden av Ganges, i den indiska delstaten Uttarakhand. Den är en av Indiens sju heliga städer. Folkmängden uppgick till 228 832 invånare vid folkräkningen 2011, med förorter 310 796 invånare. Hardwar är administrativ huvudort för ett distrikt med samma namn.
Hardwar ligger vid foten av Siwalikbergen nära källorna till såväl Ganges som Yamuna och vid Gangeskanalens början. Temperaturen på orten uppgår sommartid upp till 40 grader C, och vintertid ner till 6 grader C. Platsen besöks årligen av stora mängder pilgrimer, som från alla delar av Indien infinner sig för att bada i Ganges heliga vatten, och vart tolfte år återkommer en helig fest, Kumbh Mela, då antalet pilgrimer ökar med flera hundra tusen. Hardwar har traditionellt en av de största hästmarknaderna i norra Indien.